# Bevo Nordmann
Robert "Bevo" Nordmann (Saint Louis, Missouri, 11 de diciembre de 1939-DeWitt, Míchigan, 24 de agosto de 2015) fue un jugador y entrenador de baloncesto estadounidense que disputó cuatro temporadas en la NBA, además de jugar en la EPBL. Con 1,98 metros de estatura, jugaba en la posición de pívot.

## Trayectoria deportiva

### Universidad
Jugó durante tres temporadas con los Billikens de la Universidad de St. Louis, en las que promedió 11,0 puntos y 9,8 rebotes por partido. En 1960, en su temporada júnior, fue incluido en el mejor quinteto de la Missouri Valley Conference tras promediar 16,3 puntos y 14,6 rebotes. Al año siguiente, una lesión en la rodilla le impidió jugar casi la totalidad de la temporada.

### Profesional
Fue elegido en la vigésimo quinta posición del Draft de la NBA de 1961 por Cincinnati Royals, donde jugó una temporada como uno de los últimos jugadores del banquillo, promediando 2,3 puntos y 2,2 rebotes por partido.
Al año siguiente es traspasado a los St. Louis Hawks, pero tras varias semanas de juego es despedido, fichando como agente libre por los New York Knicks, donde por fin conseguiría minutos de juego y realizaría su mejor temporada como profesional, promediando 10,7 puntos y 8,9 rebotes por partido, el segundo mejor reboteador del equipo tras Johnny Green.
Poco después de comenzada la temporada 1963-64 es despedido, fichando como agente libre de nuevo por los Hawks, pero apenas juega una docena de partidos antes de ser cortado. Prueba entonces con los Allentown Jets de la EPBL hasta que es reclamado por Boston Celtics, donde únicamente jugaría 3 partidos antes de ser despedido y retirarse definitivamente.
Falleció a causa de un cáncer a los 75 años el 24 de agosto de 2015.

## Estadísticas de su carrera en la NBA

### Temporada regular
| Temporada | Edad | Equipo            | Liga | P   | TIT | MIN  | TC  | TCA | %TC  | 3P | 3PA | %3P | TL  | TLA | %TL  | R.OF. | R.DEF. | REB | ASIS | ROB | TAP | PER | FP  | PTS  |
| 1961-62   | 22   | Cincinnati Royals | NBA  | 58  |     | 5.9  | 0.9 | 2.2 | .405 |    |     |     | 0.5 | 1.0 | .509 |       |        | 2.2 | 0.3  |     |     |     | 1.4 | 2.3  |
| 1962-63   | 23   | TOTAL             | NBA  | 53  |     | 18.9 | 2.9 | 6.0 | .489 |    |     |     | 1.1 | 2.3 | .484 |       |        | 6.0 | 0.9  |     |     |     | 2.9 | 7.0  |
| 1962-63   | 23   | St. Louis Hawks   | NBA  | 27  |     | 10.0 | 1.3 | 3.0 | .450 |    |     |     | 0.8 | 1.4 | .538 |       |        | 3.1 | 0.3  |     |     |     | 1.8 | 3.4  |
| 1962-63   | 23   | New York Knicks   | NBA  | 26  |     | 28.0 | 4.6 | 9.2 | .502 |    |     |     | 1.5 | 3.2 | .458 |       |        | 8.9 | 1.5  |     |     |     | 4.1 | 10.7 |
| 1963-64   | 24   | TOTAL             | NBA  | 19  |     | 13.6 | 1.4 | 3.5 | .409 |    |     |     | 0.5 | 1.0 | .474 |       |        | 3.4 | 0.3  |     |     |     | 2.7 | 3.3  |
| 1963-64   | 24   | New York Knicks   | NBA  | 7   |     | 15.1 | 1.9 | 3.6 | .520 |    |     |     | 1.1 | 2.0 | .571 |       |        | 3.6 | 0.1  |     |     |     | 2.6 | 4.9  |
| 1963-64   | 24   | St. Louis Hawks   | NBA  | 12  |     | 12.8 | 1.2 | 3.4 | .341 |    |     |     | 0.1 | 0.4 | .200 |       |        | 3.3 | 0.3  |     |     |     | 2.8 | 2.4  |
| 1964-65   | 25   | Boston Celtics    | NBA  | 3   |     | 8.3  | 1.0 | 1.7 | .600 |    |     |     | 0.0 | 0.0 |      |       |        | 2.7 | 1.0  |     |     |     | 1.7 | 2.0  |
| Total     |      |                   | NBA  | 133 |     | 12.2 | 1.8 | 3.9 | .459 |    |     |     | 0.7 | 1.5 | .490 |       |        | 3.9 | 0.5  |     |     |     | 2.2 | 4.3  |

### Playoffs
| Temporada | Edad | Equipo            | Liga | P | MIN | TCA | TC | 3PA | 3P | TLA | TL | R.OF. | REB | ASIS | ROB | TAP | PER | FP | PTS | %TC  | %3P | %FT | MIN | PTS | REB | AST |
| 1961-62   | 22   | Cincinnati Royals | NBA  | 2 | 5   | 0   | 1  |     |    | 0   | 0  |       | 2   | 0    |     |     |     | 1  | 0   | .000 |     |     | 2.5 | 0.0 | 1.0 | 0.0 |
| Total     |      |                   | NBA  | 2 | 5   | 0   | 1  |     |    | 0   | 0  |       | 2   | 0    |     |     |     | 1  | 0   | .000 |     |     | 2.5 | 0.0 | 1.0 | 0.0 |

### Entrenador
Tras retirarse, ejerció como entrenador asistente durante nueve temporadas con los Michigan St. Spartans, y posteriormente otras tres en su alma mater, Saint Louis Billikens.